# Бадмінтон на літніх Олімпійських іграх 2020 — змішаний парний розряд
Змішаний турнір з бадмінтону в парному розряді на Літніх Олімпійських іграх 2020 відбувається з 24 до 30 липня 2021 року в Musashino Forest Sports Plaza у Токіо. Беруть участь 16 пар з 15 країн.

## Передісторія
Це 8-ма поява бадмінтону на Олімпійських іграх як медальної дисципліни. Він був показовим видом спорту в 1972 і 1988 роках, а до медальної програми увійшов 1992-го. Змагання в змішаному парному розряді проводять щоразу починаючи з 1996 року.

## Формат змагань
Турнір розпочинається з групового етапу, який проводять за круговою системою. За ним іде турнір на вибування. На груповому етапі гравців розбито на 4 групи, по 4 пари в кожній. З кожної групи дві найкращі пари виходить до стадії плей-оф.
Матчі тривають щонайбільше 3 сети (до двох виграних сетів). У кожному сеті гра йде до 21 очка. За рахунку 20:20 починають грати доти, поки перевага однієї з пар не сягне 2 очок, або ж рахунку 30–29.

## Розклад
Турнір триває 7 днів, із яких 6 ігрові, а один - відпочинок.

| П | Попередні змагання | В | 1/8 фіналу | ЧФ | Чвертьфінали | ПФ | Півфінали | M | Матчі за медалі |

| Дата                   | 24 лип | 24 лип | 25 лип | 25 лип | 26 лип | 26 лип | 27 лип | 27 лип | 28 лип | 28 лип | 29 лип | 29 лип | 30 лип | 30 лип | 31 лип | 31 лип | 1 сер | 1 сер | 2 сер | 2 сер |
| Дисципліна             | Р      | В      | Р      | В      | Р      | В      | Р      | В      | Р      | В      | Р      | В      | Р      | Д      | Р      | В      | Д     | В     | Д     | В     |
| ---------------------- | ------ | ------ | ------ | ------ | ------ | ------ | ------ | ------ | ------ | ------ | ------ | ------ | ------ | ------ | ------ | ------ | ----- | ----- | ----- | ----- |
| змішаний парний розряд | П      | П      | П      | П      | П      | П      |        |        | ЧФ     |        | ПФ     |        | BM     | GM     |        |        |       |       |       |       |

## Груповий етап

### Група A
| Поз | Team                                        | І | В | П | GF | GA | GD | PF  | PA  | PD  | О | Кваліфікація             |
| --- | ------------------------------------------- | - | - | - | -- | -- | -- | --- | --- | --- | - | ------------------------ |
| 1   | Чжен Сівей (CHN) Хуан Яцион (CHN)           | 3 | 3 | 0 | 6  | 0  | +6 | 127 | 81  | +46 | 3 | Виходять до чвертьфіналу |
| 2   | Со Сьон Чже (KOR) Чже Йо Чжун (KOR)         | 3 | 2 | 1 | 4  | 3  | +1 | 131 | 99  | +32 | 2 | Виходять до чвертьфіналу |
| 3   | Робін Табелінг (NED) Селена Пік (NED)       | 3 | 1 | 2 | 3  | 4  | −1 | 124 | 114 | +10 | 1 |                          |
| 4   | Адхам Хатем Ельгамаль (EGY) Доха Хані (EGY) | 3 | 0 | 3 | 0  | 6  | −6 | 38  | 126 | −88 | 0 |                          |

| Дата   | Час   | 1-ша пара                 | Рахунок                                           | 2-га пара                       | 1-й сет | 2-й сет | 3-й сет |
| ------ | ----- | ------------------------- | ------------------------------------------------- | ------------------------------- | ------- | ------- | ------- |
| 24 лип | 10:20 | Чжен Сівей Хуан Яцион     | 2–0 [Архівовано 24 липня 2021 у Wayback Machine.] | Адхам Хатем Ельгамаль Доха Хані | 21–5    | 21–10   |         |
| 24 лип | 10:20 | Со Сьон Чже Чже Йо Чжун   | 2–1 [Архівовано 24 липня 2021 у Wayback Machine.] | Робін Табелінг Селена Пік       | 16–21   | 21–15   | 21–11   |
| 25 лип | 14:00 | Чжен Сівей Хуан Яцион     | 2–0 [Архівовано 25 липня 2021 у Wayback Machine.] | Робін Табелінг Селена Пік       | 21–15   | 22–20   |         |
| 25 лип | 18:00 | Со Сьон Чже Чже Йо Чжун   | 2–0 [Архівовано 24 липня 2021 у Wayback Machine.] | Адхам Хатем Ельгамаль Доха Хані | 21–7    | 21–3    |         |
| 26 лип | 10:40 | Робін Табелінг Селена Пік | 2–0 [Архівовано 26 липня 2021 у Wayback Machine.] | Адхам Хатем Ельгамаль Доха Хані | 21–9    | 21–4    |         |
| 26 лип | 12:40 | Чжен Сівей Хуан Яцион     | 2–0 [Архівовано 26 липня 2021 у Wayback Machine.] | Со Сьон Чже Чже Йо Чжун         | 21–14   | 21–17   |         |

### Група B
| Поз | Team                                                      | І | В | П | GF | GA | GD | PF  | PA  | PD  | О | Кваліфікація             |
| --- | --------------------------------------------------------- | - | - | - | -- | -- | -- | --- | --- | --- | - | ------------------------ |
| 1   | Маркус Елліс (GBR) Лорен Сміт (GBR)                       | 3 | 3 | 0 | 6  | 0  | +6 | 126 | 98  | +28 | 3 | Виходять до чвертьфіналу |
| 2   | Дечаполь Пуаваранукрох (THA) Сапсірі Таераттаначхаї (THA) | 3 | 2 | 1 | 4  | 2  | +2 | 115 | 85  | +30 | 2 | Виходять до чвертьфіналу |
| 3   | Том Гікель (FRA) Дельфін Дельру (FRA)                     | 3 | 1 | 2 | 2  | 4  | −2 | 101 | 109 | −8  | 1 |                          |
| 4   | Джошуа Гарлбурт-Ю (CAN) Жозефін У (CAN)                   | 3 | 0 | 3 | 0  | 6  | −6 | 76  | 126 | −50 | 0 |                          |

| Дата   | Час   | 1-ша пара                                     | Рахунок                                           | 2-га пара                   | 1-й сет | 2-й сет | 3-й сет |
| ------ | ----- | --------------------------------------------- | ------------------------------------------------- | --------------------------- | ------- | ------- | ------- |
| 24 лип | 09:40 | Маркус Елліс Лорен Сміт                       | 2–0 [Архівовано 24 липня 2021 у Wayback Machine.] | Том Гікель Дельфін Дельру   | 21–18   | 21–17   |         |
| 24 лип | 18:40 | Дечаполь Пуаваранукрох Сапсірі Таераттаначхаї | 2–0 [Архівовано 25 липня 2021 у Wayback Machine.] | Джошуа Гарлбурт-Ю Жозефін У | 21–13   | 21–6    |         |
| 25 лип | 12:00 | Дечаполь Пуаваранукрох Сапсірі Таераттаначхаї | 2–0 [Архівовано 28 липня 2021 у Wayback Machine.] | Том Гікель Дельфін Дельру   | 21–9    | 21–15   |         |
| 25 лип | 19:20 | Маркус Елліс Лорен Сміт                       | 2–0 [Архівовано 28 липня 2021 у Wayback Machine.] | Джошуа Гарлбурт-Ю Жозефін У | 21–13   | 21–19   |         |
| 26 лип | 12:00 | Дечаполь Пуаваранукрох Сапсірі Таераттаначхаї | 0–2 [Архівовано 26 липня 2021 у Wayback Machine.] | Маркус Елліс Лорен Сміт     | 17–21   | 19–21   |         |
| 26 лип | 13:20 | Том Гікель Дельфін Дельру                     | 2–0 [Архівовано 26 липня 2021 у Wayback Machine.] | Джошуа Гарлбурт-Ю Жозефін У | 21–12   | 21–13   |         |

### Група C
| Поз | Team                                               | І | В | П | GF | GA | GD | PF  | PA  | PD  | О | Кваліфікація             |
| --- | -------------------------------------------------- | - | - | - | -- | -- | -- | --- | --- | --- | - | ------------------------ |
| 1   | Юта Ватанабе (JPN) Аріса Хіґасіно (JPN) (H)        | 3 | 3 | 0 | 6  | 1  | +5 | 146 | 93  | +53 | 3 | Виходять до чвертьфіналу |
| 2   | Правін Джордан (INA) Мелаті Даєва Октавіанті (INA) | 3 | 2 | 1 | 4  | 3  | +1 | 130 | 135 | −5  | 2 | Виходять до чвертьфіналу |
| 3   | Матіас Крістіансен (DEN) Александра Боє (DEN)      | 3 | 1 | 2 | 3  | 4  | −1 | 131 | 127 | +4  | 1 |                          |
| 4   | Сімон Люн (AUS) Ґроня Сомервілл (AUS)              | 3 | 0 | 3 | 1  | 6  | −5 | 94  | 146 | −52 | 0 |                          |

| Дата   | Час   | 1-ша пара                              | Рахунок                                           | 2-га пара                         | 1-й сет | 2-й сет | 3-й сет |
| ------ | ----- | -------------------------------------- | ------------------------------------------------- | --------------------------------- | ------- | ------- | ------- |
| 24 лип | 09:00 | Юта Ватанабе Аріса Хіґасіно            | 2–1 [Архівовано 25 липня 2021 у Wayback Machine.] | Матіас Крістіансен Александра Боє | 20–22   | 21–11   | 21–15   |
| 24 лип | 11:40 | Правін Джордан Мелаті Даєва Октавіанті | 2–1 [Архівовано 25 липня 2021 у Wayback Machine.] | Сімон Люн Ґроня Сомервілл         | 20–22   | 21–17   | 21–13   |
| 25 лип | 13:20 | Правін Джордан Мелаті Даєва Октавіанті | 2–0 [Архівовано 25 липня 2021 у Wayback Machine.] | Матіас Крістіансен Александра Боє | 24–22   | 21–19   |         |
| 25 лип | 18:40 | Юта Ватанабе Аріса Хіґасіно            | 2–0 [Архівовано 24 липня 2021 у Wayback Machine.] | Сімон Люн Ґроня Сомервілл         | 21–7    | 21–15   |         |
| 26 лип | 10:40 | Правін Джордан Мелаті Даєва Октавіанті | 0–2 [Архівовано 26 липня 2021 у Wayback Machine.] | Юта Ватанабе Аріса Хіґасіно       | 13–21   | 10–21   |         |
| 26 лип | 13:20 | Матіас Крістіансен Александра Боє      | 2–0 [Архівовано 26 липня 2021 у Wayback Machine.] | Сімон Люн Ґроня Сомервілл         | 21–6    | 21–14   |         |

### Група D
| Поз | Team                                      | І | В | П | GF | GA | GD | PF  | PA  | PD  | О | Кваліфікація             |
| --- | ----------------------------------------- | - | - | - | -- | -- | -- | --- | --- | --- | - | ------------------------ |
| 1   | Ван Їлюй (CHN) Хуан Дунпін (CHN)          | 3 | 3 | 0 | 6  | 0  | +6 | 129 | 101 | +28 | 3 | Виходять до чвертьфіналу |
| 2   | Тан Чунь Ман (HKG) Се Ін Сют (HKG)        | 3 | 2 | 1 | 4  | 4  | 0  | 145 | 155 | −10 | 2 | Виходять до чвертьфіналу |
| 3   | Марк Ламсфус (GER) Ізабель Герттріх (GER) | 3 | 1 | 2 | 3  | 4  | −1 | 139 | 135 | +4  | 1 |                          |
| 4   | Чань Пен Сун (MAS) Го Лю Їн (MAS)         | 3 | 0 | 3 | 1  | 6  | −5 | 114 | 136 | −22 | 0 |                          |

| Дата   | Час   | 1-ша пара              | Рахунок                                           | 2-га пара                     | 1-й сет | 2-й сет | 3-й сет |
| ------ | ----- | ---------------------- | ------------------------------------------------- | ----------------------------- | ------- | ------- | ------- |
| 24 лип | 12:20 | Ван Їлюй Хуан Дунпін   | 2–0 [Архівовано 25 липня 2021 у Wayback Machine.] | Марк Ламсфус Ізабель Герттріх | 24–22   | 21–17   |         |
| 24 лип | 19:20 | Чань Пен Сун Го Лю Їн  | 1–2 [Архівовано 26 липня 2021 у Wayback Machine.] | Тан Чунь Ман Се Ін Сют        | 18–21   | 21–10   | 16–21   |
| 25 лип | 11:20 | Чань Пен Сун Го Лю Їн  | 0–2 [Архівовано 25 липня 2021 у Wayback Machine.] | Марк Ламсфус Ізабель Герттріх | 12–21   | 15–21   |         |
| 25 лип | 12:00 | Ван Їлюй Хуан Дунпін   | 2–0 [Архівовано 25 липня 2021 у Wayback Machine.] | Тан Чунь Ман Се Ін Сют        | 21–12   | 21–18   |         |
| 26 лип | 12:00 | Тан Чунь Ман Се Ін Сют | 2–1 [Архівовано 26 липня 2021 у Wayback Machine.] | Марк Ламсфус Ізабель Герттріх | 22–20   | 20–22   | 21–16   |
| 26 лип | 18:40 | Ван Їлюй Хуан Дунпін   | 2–0 [Архівовано 26 липня 2021 у Wayback Machine.] | Чань Пен Сун Го Лю Їн         | 21–13   | 21–19   |         |

## Фінальна частина
Чвертьфінали відбулись 28 липня, півфінали відбудуться 29-го, а фінал - 30 липня 2021 року.
|  | Чвертьфінали | Чвертьфінали                                              | Чвертьфінали                       | Чвертьфінали                     | Чвертьфінали |                                     |                                     | Півфінали                               | Півфінали               | Півфінали               | Півфінали               | Півфінали               |                         |    | Матч за золоту медаль | Матч за золоту медаль                   | Матч за золоту медаль | Матч за золоту медаль | Матч за золоту медаль | Матч за золоту медаль | Матч за золоту медаль |
|  |              |                                                           |                                    |                                  |              |                                     |                                     |                                         |                         |                         |                         |                         |                         |    |                       |                                         |                       |                       |                       |                       |                       |
|  | A1           | Чжен Сівей (CHN) Хуан Яцион (CHN)                         | 21                                 | 21                               |              |                                     |                                     |                                         |                         |                         |                         |                         |                         |    |                       |                                         |                       |                       |                       |                       |                       |
|  | C2           | Правін Джордан (INA) Мелаті Даєва Октавіанті (INA)        | 17                                 | 15                               |              |                                     |                                     |                                         |                         |                         |                         |                         |                         |    |                       |                                         |                       |                       |                       |                       |                       |
|  | C2           | Правін Джордан (INA) Мелаті Даєва Октавіанті (INA)        | 17                                 | 15                               |              | A1                                  | Чжен Сівей (CHN) Хуан Яцион (CHN)   | 21                                      | 21                      |                         |                         |                         |                         |    |                       |                                         |                       |                       |                       |                       |                       |
|  |              |                                                           |                                    |                                  |              | A1                                  | Чжен Сівей (CHN) Хуан Яцион (CHN)   | 21                                      | 21                      |                         |                         |                         |                         |    |                       |                                         |                       |                       |                       |                       |                       |
|  |              | D2                                                        | Тан Чунь Ман (HKG) Се Ін Сют (HKG) | 16                               | 12           |                                     |                                     |                                         |                         |                         |                         |                         |                         |    |                       |                                         |                       |                       |                       |                       |                       |
|  | B1           | D2                                                        | Тан Чунь Ман (HKG) Се Ін Сют (HKG) | 16                               | 12           | Маркус Елліс (GBR) Лорен Сміт (GBR) | 13                                  | 18                                      |                         |                         |                         |                         |                         |    |                       |                                         |                       |                       |                       |                       |                       |
|  | B1           |                                                           |                                    |                                  |              | Маркус Елліс (GBR) Лорен Сміт (GBR) | 13                                  | 18                                      |                         |                         |                         |                         |                         |    |                       |                                         |                       |                       |                       |                       |                       |
|  | D2           | Тан Чунь Ман (HKG) Се Ін Сют (HKG)                        | 21                                 | 21                               |              |                                     |                                     |                                         |                         |                         |                         |                         |                         |    |                       |                                         |                       |                       |                       |                       |                       |
|  |              |                                                           |                                    |                                  |              |                                     |                                     |                                         |                         |                         |                         |                         |                         |    | A1                    | Чжен Сівей (CHN) Хуан Яцион (CHN)       | 17                    | 21                    | 19                    |                       |                       |
|  |              |                                                           | D1                                 | Ван Їлюй (CHN) Хуан Дунпін (CHN) | 21           | 17                                  | 21                                  |                                         |                         |                         |                         |                         |                         |    |                       |                                         |                       |                       |                       |                       |                       |
|  | C1           | Юта Ватанабе (JPN) Аріса Хіґасіно (JPN)                   | 15                                 | 21                               | 21           |                                     |                                     |                                         |                         |                         |                         |                         |                         |    |                       |                                         |                       |                       |                       |                       |                       |
|  | B2           | Дечаполь Пуаваранукрох (THA) Сапсірі Таераттаначхаї (THA) | 21                                 | 16                               | 14           |                                     |                                     |                                         |                         |                         |                         |                         |                         |    |                       |                                         |                       |                       |                       |                       |                       |
|  | B2           | Дечаполь Пуаваранукрох (THA) Сапсірі Таераттаначхаї (THA) | 21                                 | 16                               | 14           |                                     | C1                                  | Юта Ватанабе (JPN) Аріса Хіґасіно (JPN) | 23                      | 15                      | 14                      |                         |                         |    |                       |                                         |                       |                       |                       |                       |                       |
|  |              |                                                           |                                    |                                  |              |                                     | C1                                  | Юта Ватанабе (JPN) Аріса Хіґасіно (JPN) | 23                      | 15                      | 14                      |                         |                         |    |                       |                                         |                       |                       |                       |                       |                       |
|  |              | D1                                                        | Ван Їлюй (CHN) Хуан Дунпін (CHN)   | 21                               | 21           | 21                                  |                                     |                                         | Матч за бронзову медаль | Матч за бронзову медаль | Матч за бронзову медаль | Матч за бронзову медаль | Матч за бронзову медаль |    |                       |                                         |                       |                       |                       |                       |                       |
|  | A2           | D1                                                        | Ван Їлюй (CHN) Хуан Дунпін (CHN)   | 21                               | 21           | 21                                  | Со Сьон Чже (KOR) Чже Йо Чжун (KOR) | 9                                       | Матч за бронзову медаль | Матч за бронзову медаль | Матч за бронзову медаль | Матч за бронзову медаль | Матч за бронзову медаль | 16 |                       |                                         |                       |                       |                       |                       |                       |
|  | A2           |                                                           |                                    |                                  |              |                                     | Со Сьон Чже (KOR) Чже Йо Чжун (KOR) | 9                                       |                         |                         |                         |                         |                         | 16 |                       |                                         |                       |                       |                       |                       |                       |
|  | D1           | Ван Їлюй (CHN) Хуан Дунпін (CHN)                          | 21                                 | 21                               |              |                                     |                                     |                                         |                         |                         |                         |                         |                         |    | D2                    | Тан Чунь Ман (HKG) Се Ін Сют (HKG)      | 17                    | 21                    |                       |                       |                       |
|  |              |                                                           |                                    |                                  |              |                                     |                                     |                                         |                         |                         |                         |                         |                         |    | C1                    | Юта Ватанабе (JPN) Аріса Хіґасіно (JPN) | 21                    | 23                    |                       |                       |                       |